# Приволжская железная дорога

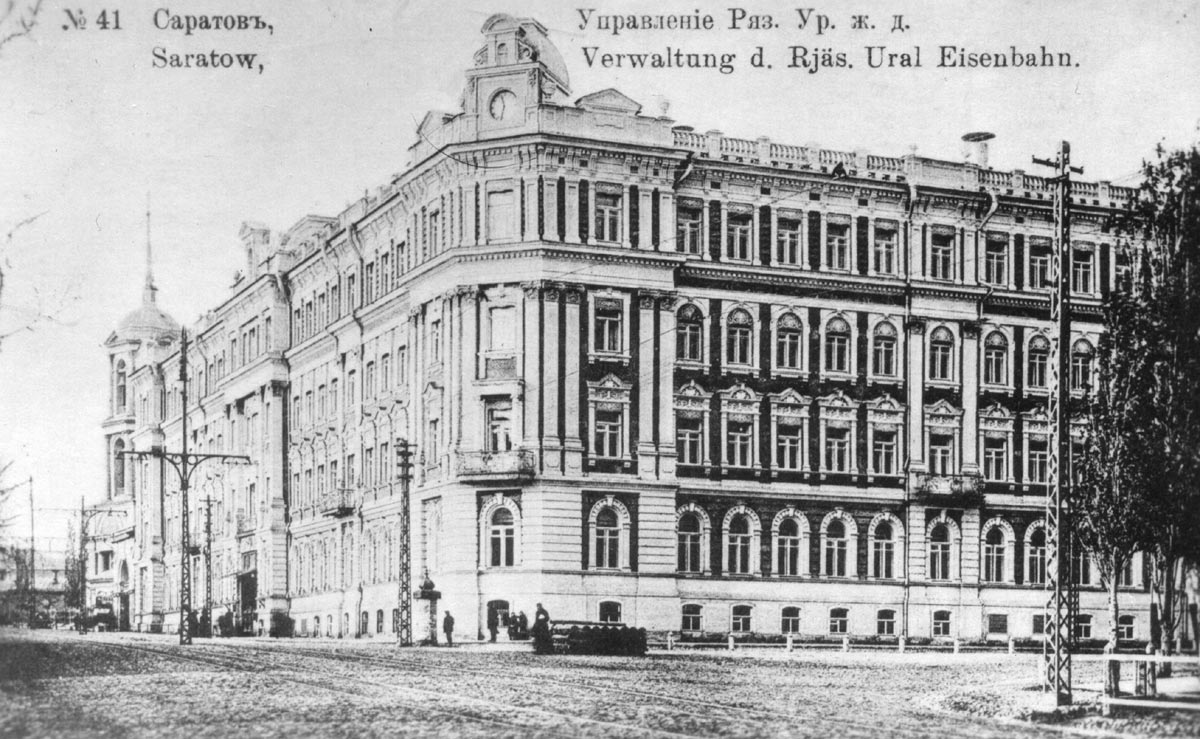
Управление Приволжской железной дороги в Саратове. Вид со стороны Музейной площади и Московской улицы

Приво́лжская желе́зная доро́га (ПривЖД) — один из 16 территориальных филиалов ОАО «Российские железные дороги». Управляет железнодорожной сетью на юго-востоке Европейской части России, в регионе Нижней Волги и среднего течения Дона, в основном на территории Саратовской, Волгоградской, Астраханской области, частично также на территории Ростовской области и Казахстана.

## История
Дорога образована в мае 1953 года путём объединения участков Рязано-Уральской железной дороги и Сталинградской железной дороги. Начальником дороги назначен Александр Карлович Кимстач.
С 1948 по 1960 годы дорога повсеместно переведена с паровой тяги на тепловозную. Локомотивное депо Верхний Баскунчак — одно из старейших тепловозных депо сети железных дорог, эксплуатирует тепловозы с 1948 года. В 1959 году электрифицирован на постоянном токе под пригородное движение Волгоградский узел. В 1965 году электрифицирована на переменном токе линия Пенза — Ртищево — Поворино. В 1968 году электрифицирован на постоянном токе под пригородное движение Саратовский узел.
В 1970 году дорога награждена орденом Ленина.
В 1990 году электрифицирован на переменном токе под пригородное движение Астраханский узел (участок Кутум — Астрахань — Аксарайская). В 1988—1990 годах электрифицирована на переменном токе линия Ртищево — Аткарск — Анисовка и переведён на переменный ток Саратовский узел. В 1992 году электрифицирована на переменном токе линия Сенная. В 1999 году начата электрификация на переменном токе направления от Саратова на юг, в 2000 году введён в строй участок Саратов — Карамыш, в 2001 году Карамыш — Петров Вал, в 2002 году введены участки Петров Вал — Волгоград и Жутово — Котельниково, в 2003 году переведён на переменный ток Волгоградский узел. В 2004 году в рамках Международного транспортного коридора «Север-Юг» РЖД довело ветвь Приволжской железной дороги до международного порта Оля на Каспии. В 2008 году была завершена реконструкция участка дороги Сенная — Сызрань. В ходе реконструкции был построен сплошной второй путь и выполнена электрификация участка.

## Характеристика
Управление дороги находится в Саратове. В состав дороги входят три региона: Саратовский регион Приволжской железной дороги, Волгоградский регион Приволжской железной дороги, Астраханский регион Приволжской железной дороги. Ранее, до укрупнения регионов и изменения границ дороги также существовали Ершовское, Ртищевское, Арчединское отделения.
Дорога граничит с:
- Юго-Восточная железная дорога (по станциям Благодатка, Ильмень, Дуплятка)
- Северо-Кавказская железная дорога (по станциям Морозовская, Котельниково, Олейниково)
- Казахстанские железные дороги (по станциям Кигаш, Озинки)
- Южно-Уральская железная дорога (по станции Новоперелюбская)
- Куйбышевская железная дорога (по станциям Громово, Чагра).

Эксплуатационная длина дороги на 2018 составляет 4260 км.
Основные узловые станции дороги: Анисовка, им. М. Горького (бывшая Воропоново), Саратов, Астрахань 1, Волгоград-1, Петров Вал, Верхний Баскунчак, Аксарайская, Ершов, Пугачёвск, Аткарск, Сенная. На территории дороги расположены 14 агентств фирменного транспортного обслуживания, подчиняющихся Приволжскому территориальному центру фирменного транспортного обслуживания

### Локомотивное хозяйство
В состав локомотивного хозяйства дороги входят эксплуатационные депо: Астрахань, Анисовка, Волгоград, имени М. Горького, Петров Вал, Саратов, Сарепта, Сенная, Ершов. Также имеется база запаса локомотивов. Ранее на дороге также работали депо Арчеда, Палласовка, Пугачёвск 2, Аткарск, Балаково.

### Грузоперевозки
На территории дороги расположен Приволжский территориальный центр фирменного транспортного обслуживания, объединяющий 15 линейных агентств фирменного транспортного обслуживания, в том числе: Астраханское  (ст. Астрахань-2), Аткарское  (ст. Аткарск), Балаковское (ст. Балаково), Баскунчакское (ст. Верхний Баскунчак). Волгоградское  (ст. Волгоград-2). Волгодонское  (ст. Им. М. Горького), Волжское (ст. Волжский), Ершовское  (ст. Ершов). Краснокутское (ст. Красный Кут), Петроввальское  (ст. Петров Вал), Саратовское (ст. Саратов-2), Сарептинское  (ст. Сарепта). Себряковское  (ст. Себряково), Сенновское (ст. Сенная) Суровикинское  (ст. Суровикино).

## Современное состояние
Начиная с 2009 года проводится реконструкция бывшего Астраханского отделения дороги. На однопутном участке Трубная — Верхний Баскунчак построены двухпутные вставки: Колобовка — Разъезд 85 км, Капустин Яр — Пологое Займище, Солончак — Верхний Баскунчак, Заплавное — Трубная, реконструируются вокзалы станций, капитально ремонтируются платформы. В 2010 году высказывались обещания, что реконструкция завершится к 2015 году электрификацией линии Аксарайская — Трубная, но до электрификации дело не дошло.
На отдалённую перспективу запланировано строительство обхода Саратовского железнодорожного узла и строительство линии Волгоград — Элиста.
По состоянию на декабрь 2014 года парк дороги включает 890 локомотивов: пассажирских электровозов — 77, пассажирских тепловозов — 84, грузовых электровозов — 230, грузовых тепловозов — 346, маневровых локомотивов — 240.
По состоянию на 2016 год, длина эксплуатируемых дорогой железнодорожных путей составляет 4277 км, численность сотрудников — 32,8 тысячи человек. В 2015 году по Приволжской железной дороге было перевезено 123,2 млн тонн грузов. На поездах дальнего следования за год перевезено 7,5 млн человек, в пригородных поездах — 7,4 млн человек.

## Регионы
В границах дороги расположены несколько крупных предприятий железнодорожной отрасли, не имеющих подчинения Приволжской дороге или РЖД, но тем не менее являющихся важными для функционирования железных дорог.
В Астрахани расположен Астраханский тепловозоремонтный завод, осуществляющий ремонт маневровых тепловозов, в Энгельсе для нужд железнодорожного транспорта выпускают продукцию Энгельсский завод транспортного машиностроения (снегоочистители, вагоны-платформы), Энгельсский завод металлоконструкций (мостовые конструкции, вагоны). В 2015 году выпуск продукции начал Энгельсский локомотивный завод (двухсистемные грузовые электровозы 2ЭВ120).
В Саратове и Волгограде имеются техникумы железнодорожного транспорта, осуществляющие подготовку специалистов рабочих профессий.